# Imbagedo
Imbagedo est un réservoir qui se trouve dans le woreda d’Inderta au Tigré en Éthiopie. Le barrage a été construit en 1998 par SAERT.

## Caractéristiques du barrage
- Hauteur: 20 mètres
- Longueur de la crête: 328 mètres
- Largeur du déversoir: 20 mètres

## Capacité
- Capacité d’origine : 1 776 278 m3
- Tranche non-vidangeable : 360 000 m3
- Superficie : »§ ha

En 2002, l’espérance de vie du réservoir (la durée avant qu’il ne soit rempli de sédiments) était estimée à 24 années.

## Irrigation
- Périmètre irrigué planifié: 80 ha

## Environnement
Le bassin versant du réservoir a une superficie de 12,4 km2. Le réservoir subit une sédimentation rapide,. Une partie des eaux du réservoir est perdue par percolation; un effet secondaire et positif est que ces eaux contribuent à la recharge des aquifères.